# Gertrud Diepolder
Gertrud Diepolder (* 27. Juni 1925 in München; † 16. Juli 2016 ebenda) war eine deutsche Historikerin und Redakteurin.

## Leben und Wirken
Die Tochter eines Buchhändlerehepaares studierte Geschichte, Germanistik und Geographie. Bei Max Spindler wurde sie 1950 am Institut für Bayerische Geschichte der Universität München über das Landgericht Aichach promoviert. Von 1950 bis 1963 war sie als erste Historikerin an der Kommission für bayerische Landesgeschichte bei der Bayerischen Akademie der Wissenschaften tätig. Sie arbeitete am Historischen Atlas von Bayern. Mit Spindler gab sie 1969 den Bayerischen Geschichtsatlas heraus.
Hohe akademische Positionen blieben in den 1960er Jahren Frauen vielfach verschlossen. Im Zuge der Konflikte zwischen Max Spindler mit seinem Nachfolger Karl Bosl musste sie ihre Habilitationspläne aufgeben. Sie wechselte daraufhin zum Bayerischen Rundfunk. Dort war sie von 1964 bis 1987 Redakteurin für Geschichte. Außerdem lehrte sie von 1973 bis 1987 am Institut für Bayerische Geschichte. Ihr wurde 1983 mit dem Archäologen Rainer Christlein für die Filmserie „...damit Jahrtausende nicht spurlos vergehen“ die „Silberne Halbkugel“ vom Deutschen Nationalkomitee für Denkmalschutz verliehen. Diepolder trat auch als Filmemacherin hervor. Zur Wittelsbacher-Ausstellung 1980 gestaltete sie fünf Filme. Mehr als 100 Filmtitel wurden von ihr eigenständig erarbeitet und redaktionell betreut. 1989 verlieh ihr die Bayerische Akademie für ihre besonderen Verdienste um die Akademie die Medaille Bene Merenti in Silber. Ihr wurde auch das Bundesverdienstkreuz am Bande verliehen. Thematisch arbeitete sie von der Agilolfingerzeit über das bayerische Hochmittelalter bis zu Kurfürst Max Emanuel. Ihre beiden wichtigsten Veröffentlichungen waren der Bayerische Geschichtsatlas und eine 1988 veröffentlichte Monographie zu Aschheim im Mittelalter. In ihren letzten Lebensjahren forschte sie über die Anfänge des Klosters Weltenburg. Die daraus resultierende methodisch breit angelegte Studie blieb unvollendet. Sie wurde 1993 zum ersten ordentlichen und ersten weiblichen Mitglied der Kommission für bayerische Landesgeschichte gewählt.
Sie lebte ab den 1980er Jahren im Dorf Jettenhausen bei München. Nach einem kurzen Krankenhausaufenthalt starb sie in einem Pflegeheim in München. Sie wurde auf dem Friedhof von Oberbiberg bei München beerdigt.

## Schriften (Auswahl)
- Aschheim im frühen Mittelalter. Teil 2: Ortsgeschichtliche, siedlungs- und flurgenetische Beobachtungen (= Münchner Beiträge zur Vor- und Frühgeschichte. Band 32, Teil 2). C. H. Beck, München 1988, ISBN 3-406-30287-4.
- Historischer Atlas von Bayern. Das Landgericht Aichach. Kommission für bayerische Landesgeschichte, München 1950 (Digitalisat).
- mit Richard van Dülmen, Adolf Sandberger: Historischer Atlas von Bayern. Die Landgerichte Rosenheim und Auerburg und die Herrschaften Hohenaschau und Wildenwart. Kommission für bayerische Landesgeschichte, München 1978 (Digitalisat).